# Libro del saber de astrología

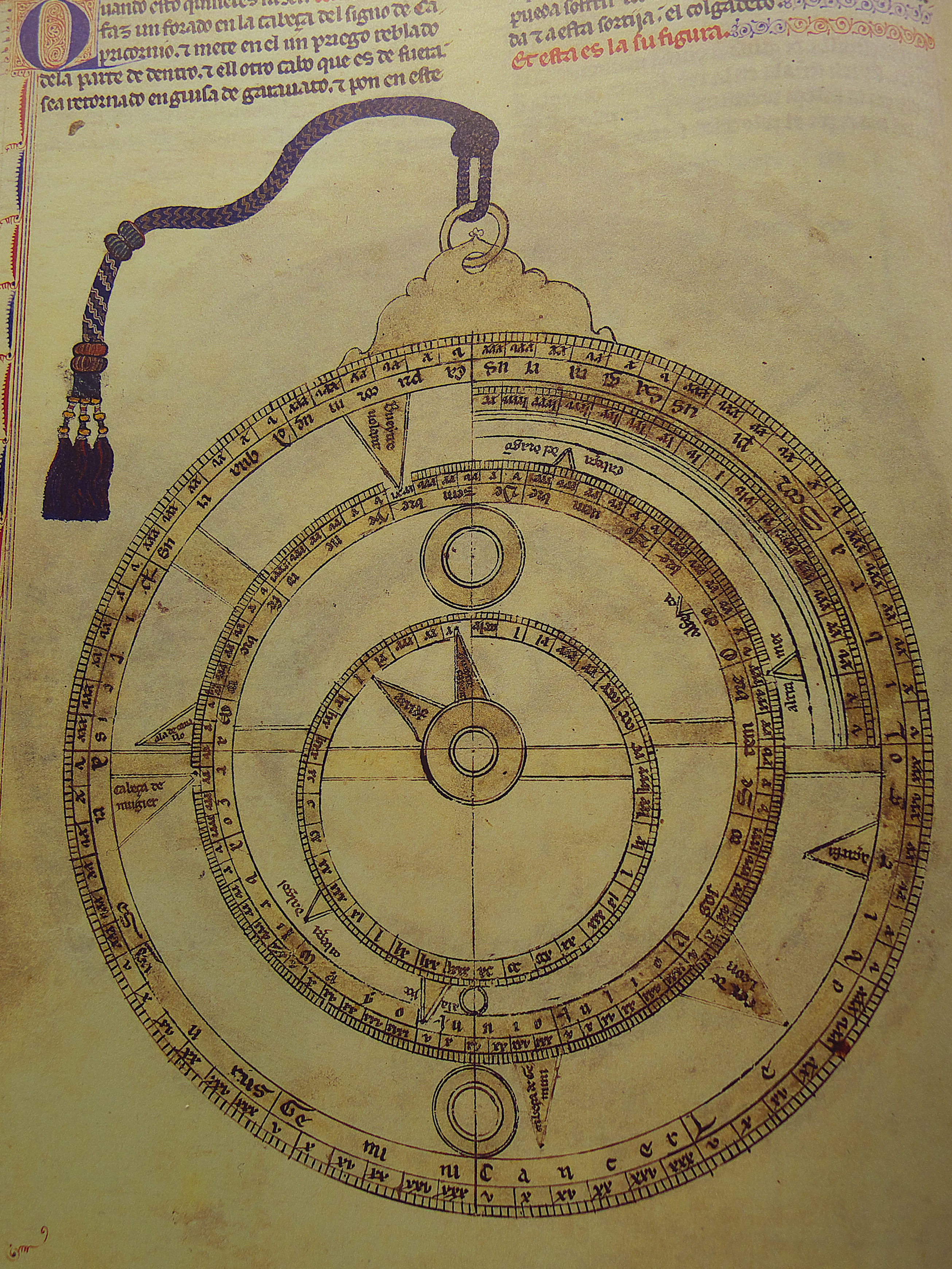
Page extraite.

Le Libro del saber de astrología (Livre du savoir de l'astrologie) est une œuvre littéraire de période médiévale, composée en Espagne durant le règne d'Alphonse X le Sage.

## Histoire
Des trois compilations scientifiques dont Alphonse X a demandé la composition entre 1276 et 1279, celle-ci est l'unique qui nous est parvenue dans sa version originale. Il s'agit d'un groupe de traités techniques, à l'exception du premier qui a un contenu descriptif.

## Description
Liste des dix livres :
- Libro de la ochava espera (livre de la huitième sphère) ;
- Libro del alcora ;
- Libro del astrolabio redondo (livre de l'astrolabe sphérique) ;
- Libro del astrolabio plano (livre de l'astrolabe plan) ;
- Libro de la lámina universal ;
- Libro de la açafeha[1] (livre de la Saphaea ou Azafea ;
- Libro de las armellas (Livre des Sphères armillaires) ;
- Libro de las láminas de los siete planetas ;
- Libro del cuadrante (livre du quadrant) ;
- Libros de los relojes (cinq œuvres - Livres des horloges).